# كين تشارلز
كين تشارلز (بالإنجليزية: Ken Charles)‏ مواليد 10 يوليو 1951 في ترينيداد وتوباغو، هو لاعب كرة سلة ترينيدادي معتزل. بدأ مسيرته الاحترافية في سنة 1973. تم اختياره من قبل فريق بوفالو بريفز خلال الدرافت. يبلغ طوله 6 قدم 3 بوصة (1.9 م). اعتزل اللعب في 1977. أحرز خلال مسيرته في الإن بي إيه 2747 نقطة بمعدل 8.5 نقاط في المباراة الواحدة. لعب مع بوفالو بريفز وأتلانتا هوكس.

## روابط خارجية
- كين تشارلز على موقع إن بي أي (الإنجليزية)
- كين تشارلز على موقع سبورتس رفرنس (الإنجليزية)
- كين تشارلز على موقع كلية كرة السلة في سبورتس رفرنس.كوم (الإنجليزية)
- كين تشارلز على موقع ريلجم (الإنجليزية)
- كين تشارلز على موقع بروبوليرز (الإنجليزية)